# Урюмканский хребет
Урюмка́нский хребе́т — горный хребет на юго-востоке Забайкальского края России, в междуречье Урюмкана и Урова.
Хребет начинается в правобережье верхнего течения реки Газимур, при впадении в неё правого притока реки Зола, и тянется 210 км в северо-восточном направлении до реки Аргунь. Ширина хребта изменяется от 20 до 50 км. Преобладающие высоты составляют 900—1200 м, максимальная — 1325 м. Хребет сложен преимущественно породами позднепалеозойских формаций. Преобладает среднегорный рельеф со значительной степенью горизонтального и вертикального расчленения. Склоны в основном крутые, особенно в речных долинах. В вершинной части сохранились фрагменты исходной поверхности выравнивания. Основные типы ландшафта — горная тайга и горная лесостепь.

## Топографические карты
- Лист карты M-50-VI Бол. Зерентуй. Масштаб: 1 : 200 000. Указать дату выпуска/состояния местности.
- Лист карты M-50-V Газимурский Завод. Масштаб: 1 : 200 000. Указать дату выпуска/состояния местности.
- Лист карты M-50-XI Калга. Масштаб: 1 : 200 000. Указать дату выпуска/состояния местности.